# Suzanne Caubet
Pour les articles homonymes, voir Caubet.
Elmie Suzanne Antoinette Caubet, née le 27 septembre 1898 à Lévignac (Haute-Garonne, France) et morte en juin 1980 à Englewood (New Jersey, États-Unis), est une actrice, chanteuse et autrice franco-américaine. Filleule de Sarah Bernhardt et nièce de Georges Deneubourg, elle a fait l'essentiel de sa carrière au théâtre à Broadway à New York.

## Biographie

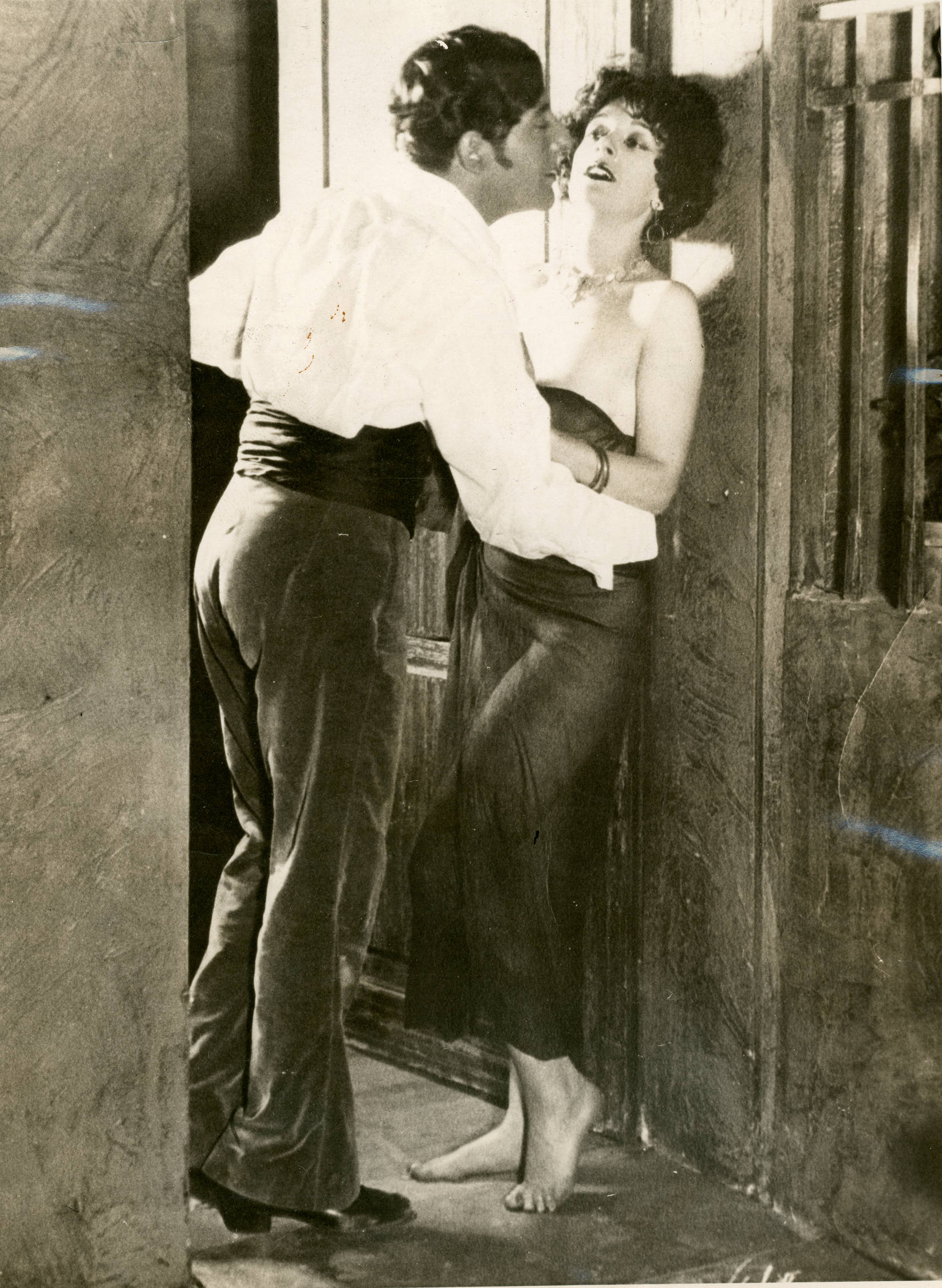
Scène de la pièce de théâtre The Squall au 48th Street Theatre, New York, avec Horace Breham et Suzanne Caubet. Photographie datée du 15 février 1927.

Suzanne Caubet est née à Lévignac de parents français. Elle grandit à Paris et a connu sa marraine, Sarah Bernhardt, par l'intermédiaire de son père Prospère Caubet et de son oncle Georges Deneubourg, tous deux acteurs. Enfant actrice, elle part avec Sarah Bernhardt aux États-Unis où elle reste après 1919,.
Elle devient actrice à New York dans les théâtres de Broadway. "Mlle Caudet a le net avantage d'être une brune éclatante", observe le New York Times en 1919. Elle paraît à Broadway dans Du Theatre au Champ D'Honneur (1917), Easy Terms (1925), The Squall (1926-1927), Ringside (1928), Seven (1929-1930), The Plutocrat (1930), Dancing Partner (1930), The Great Barrington (1931), Angeline Moves In (1932), Singapour (1932), The Monster (1933), Another Love (1934), Broadway Interlude (1934), Symphony (1935), American Holiday (1936), Claudia (1942), It's a Gift (1945) et Mid-Summer (1953).
En 1955, elle apparut dans "The File Clerk", un épisode de la série d'anthologie télévisée I Spy.
Elle écrit une pièce de théâtre avec Anne Partridge, Our Sarah (1945), sur Sarah Bernhardt et des comédies : Riri (1929, avec Daniel Auschitzky) et Just You, Madame (1932). Elle adapte Cache-cache de Daniel Auschitzky (1929). Sous le pseudonyme de « Jeanne Caubannes », elle écrit Ranah (1928) avec Wood Soanes.
En 1938, elle au département d'art dramatique du Marymount College et dirige un spectacle de Noël à l'école. En 1942, elle est spécialiste de la langue française pour le bureau de censure postale en temps de guerre, tout en apparaissant également dans un spectacle de Broadway.
Elle épouse l'acteur et dramaturge Crane Wilbur en 1922. Ils divorcent en 1928. Elle meurt en 1980, à l'âge de 81 ans, à l'Actors' Fund Home d'Englewood, New Jersey. Ses archives se trouvent dans la division Billy Rose Theatre de la Bibliothèque publique de New York.

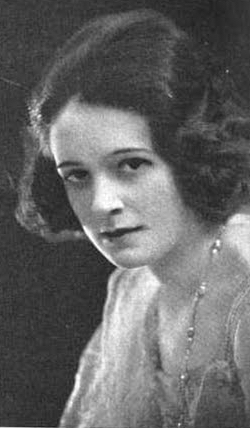
En 1919.
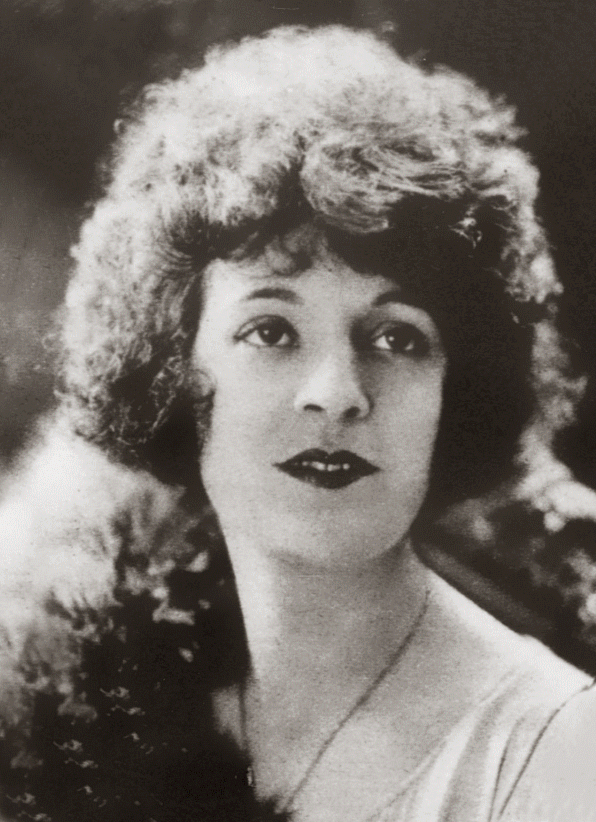
En 1927.